# Piergiovanni Alleva
Piergiovanni Alleva (Ascoli Piceno, 28 aprile 1946) è un giurista italiano. Fu componente del Consiglio nazionale dell'economia e del lavoro nella VI consiliatura.

## Biografia
Si è laureato in Giurisprudenza presso l'Università di Bologna dove è stato allievo del prof. Federico Mancini. È stato professore ordinario di diritto del lavoro, ha insegnato nelle Università di Bologna e Ancona.
È stato consigliere CNEL e componente di diverse commissioni ministeriali, e responsabile della consulta giuridica della CGIL.
In qualità di esperto giurista del lavoro, è stato direttore della Rivista giuridica del lavoro e della previdenza sociale e collabora con alcuni dei quotidiani nazionali vicini alla sinistra politica.
È stato candidato alle elezioni politiche del 2013 al Senato in Campania per la lista Rivoluzione civile in quota Comunisti Italiani. Il 4 marzo 2014 è entrato nelle liste della coalizione elettorale L'Altra Europa con Tsipras per le elezioni europee. È stato eletto consigliere all'Assemblea regionale dell'Emilia-Romagna nelle elezioni del 23 novembre 2014 per la lista L'Altra Emilia Romagna.
È stato membro del comitato centrale del nuovo Partito Comunista Italiano, al quale ha aderito nel 2016 al momento della sua fondazione. Ne è stato inoltre responsabile per il lavoro.
Come consigliere regionale, è stato il primo a proporre un disegno di legge per ridurre l'orario di lavoro (sotto forma di part-time) in modo da aumentare l'occupazione. La proposta ha sollevato un dibattito a livello regionale e nazionale.
Alle elezioni politiche del 2018 non segue il resto del PCI ed è candidato alla Camera dei Deputati nel collegio uninominale di Ancona per Liberi e Uguali, ma non viene eletto. In vista delle Elezioni regionali in Emilia-Romagna del 2020 sostiene la lista Emilia-Romagna Coraggiosa di cui fanno parte Articolo 1 e Sinistra Italiana.

## Opere
- Il campo di applicazione dello Statuto dei lavoratori, Milano, A. Giuffrè, 1980[12]
- (insieme a Antonio Lettieri), Ripensare il sindacato: democrazia e rappresentatività, Milano, Franco Angeli, 1989
- Lavoro. Ritorno al passato, Roma, Ediesse, 2002
- La riforma del mercato del lavoro (a cura), Roma, Ediesse, 2003 ISBN 978 8823005303
- Restituire diritti e dignità ai lavoratori, Rimini, Maggioli Editori, 2018 ISBN 978 8891627674